# Vot'permis? Viens l'chercher!
Vot'permis? Viens l'chercher! je francouzský němý film z roku 1905. Režisérem je Charles-Lucien Lépine (1859–1941). Film trvá zhruba 5 minut.

## Děj
K pytklákovi, který právě zastřelil králíka, přistoupí četník, který se ho zeptá, zda má svolení k lovu. „Pojď si pro něj!“ odpoví nimrod a uteče.